# هنری مکلود لزلی راندل
هنری مکلود لزلی راندل (انگلیسی: Leslie Rundle; ۶ ژانویهٔ ۱۸۵۶ – ۱۹ نوامبر ۱۹۳۴) فرد نظامی اهل بریتانیا بود. وی همچنین برندهٔ جوایزی همچون نشان حمام و نشان سلطنتی ویکتوریایی شده‌است.